# Clostera transecta
Clostera transecta är en fjärilsart som beskrevs av Dudgeon 1898. Clostera transecta ingår i släktet Clostera och familjen tandspinnare. Inga underarter finns listade i Catalogue of Life.